# Yui Makino
Yui Makino (牧野由依, Makino Yui) est une chanteuse, actrice et seiyū née le 19 janvier 1986 à Tokyo.
Elle est représentée par Sound Vision et Victor Entertainment. En 2005, elle double la voix de Sakura dans l’anime Tsubasa Chronicle. Elle chante aussi pendant cette année l’ending de l'anime Aquarion. Sa musique se caractérise par des tons doux ; elle est relaxante et lente. Elle a une voix de petite fille qui s'adapte bien à ses chansons et à son rôle de doubleuse.

## Doublage

### Série d'animation
2005
- Tsubasa Chronicle : Sakura

2006
- Aria The Natural : Akane (épisode 26)
- Welcome to the NHK! : Misaki Nakahara
- Coron-chan : Byobā
- Zegapain : Jen May-Yu
- Tsubasa Chronicle (saison 2) : Sakura

2007
- Kaze no Stigma : Lapis Suirei/Cui Ling
- Bokurano : Aiko Tokosumi
- Sketchbook : Hazuki Torikai

2009
- Asu no Yoichi! : Tsubasa Tsubame
- Sora Kake Girl : Honoka Kawai
- Taishō Yakyū Musume : Kyouko Sakurami
- NEEDLESS : Mio

2010
- Nodame Cantabile: Finale : Namuri Rima (Épisode 4)
- Angel Beats! : Yusa

2011
- C : Hanabi Ikuta
- Ano Hi Mita Hana no Namae o Bokutachi wa Mada Shiranai : Aki
- Un-Go as Umezawa Yumeno

2013
- Tokurei Sochi Dantai Sutera Jo-Gakuin Kōtō-ka Shīkyūbu : Yura Yamato

2014
- Hitsugi no Chaika : Layla
- Francesca : Girls Be Ambitious : Francesca
- Space Dandy : Freckles (ep.17)
- Gundam Build Fighters Try : Fumina Hoshino

2015
- Yamada-kun and the Seven Witches : Meiko Ōtsuka
- Hōkago no Pleiades :  Hikaru
- Ushio and Tora : Reiko Hanyuu
- PriPara : Aroma Kurosu (eps.39–140)

2016
- Hundred : Erica Candle
- Sekkō Boys : Mira Hanayashiki
- Shōnen Maid : Miyako Ōtori

2017
- Sagrada Reset : Yōka Murase
- Love & Lies : Ririna Sanada
- King's Game The Animation : Kana Ueda

2019
- Aikatsu on Parade!  : Saya Kiseki

### OAV
- Tsubasa Tokyo Revelations : Sakura
- Hōkago no Pleiades : Hikaru
- Hoshi no Umi no Amuri : Amuri
- Tsubasa Shunraiki : Sakura
- xxxHOLiC Shunmuki : Sakura

### Films d'animation
- Tsubasa Chronicle: Torikago no Kuni no Himegimi : Sakura
- Top wo Nerae 2! & Top wo Nerae! Gattai Gekijō-ban!! : Akaitakami

### Jeux vidéo
- Arc Rise Fantasia : Ryfia
- Which Witch? : Yuugi Saki
- Tsubasa Chronicle : Sakura
- The Idolmaster Cinderella Girls : Mayu Sakuma
- Wuthering Waves : Zhezhi

## Discographie

### Singles
1. Amurita (2005) - générique de fin de Tsubasa Chronicle: The Princess of the Country of Birdcages
2. Undine (2005) - générique de début de Aria the Animation
3. Euforia (2006) - générique de début de Aria the Natural
4. Modokashī Sekai no Ue de (2006) - second générique de fin de NHK ni yōkoso!
5. Sketchbook o Motta Mama(2007) - générique de fin de Sketchbook ~full color's~
6. Synchronicity (2007) - générique de début de Tsubasa Chronicle: Tokyo Revelations OVAs
7. Spirale (2008) - générique de début de ARIA The ORIGINATION
8. Tanpopo Suisha (2009) - second générique de fin de Sketchbook ~full color's~ (Version Makino Yui)
9. Fuwa Fuwa♪ (2010) - Image song pour Mielparque Sendai
10. Ao no Kaori (2010) - générique de fin de Soul Eater Repeat Show
11. Onegai Jun Bright (2011) - CM song pour Shiseido Elixir White
12. Sasayaki wa Crescendo (2014) - générique de Francesca : Girls Be Ambitious
13. Kimi no Erabu Michi (2015)
14. Weekend Rendez-vous /  What A Beautiful World (2016)
15. Reset (2017) - Générique de Sagrada Reset

### Albums
- Tenkyū no Ongaku - 6 décembre 2006
- Makino Yui - 26 mars 2008
- Holography - 6 juillet 2011
- Tabi no oto - 7 octobre 2015
- Will - 21 mars 2018